# Сезар Малуко
Се́зар Аугу́сто да Си́лва Ле́мос (порт. César Augusto da Silva Lemos; 17 мая 1945, Нитерой, Бразилия), более известен под именами Сезар Малу́ко (порт. César Maluco), Сезар Лемос, Сезар Аугусто или просто Сезар — бразильский футболист, нападающий. Был известен своим жестом, который он показывал болельщикам после гола — руками, скрещёнными в букву V. По количеству голов (180) Сезар занимает второе место в истории клуба «Палмейрас». Брат двух других футболистов, Луизиньо Лемоса и Кайо Камбальоты.

## Карьера
Сезар Малуко начал карьеру в клубе «Фламенго» в 1965 году. Он дебютировал во взрослом футболе 1 сентября в дерби с клубом «Флуминенсе», в первом же своём матче забил гол. Уже на следующий год Сезар стал игроком основы «Фламенго», проведя 38 матчей и забив в них 22 гола. В феврале 1967 года Сезар перешёл в клуб «Палмейрас», дебютировав в товарищеском матче с перуанским клубом «Университарио», и в первый же сезон выиграл с командой Кубок Бразилии, но футбол «Палмейраса» совершенно не подходил Сезару, не показывавшему былой результативности, а потому в январе 1968 года футболист вернулся во «Фламенго», где провёл 6 месяцев.
Летом 1968 года Сезар вновь попробовал закрепиться в «Палмейрасе», и вторая попытка вышла удачной. Он на 7 лет стал основным форвардом команды, при нём выигравшей два чемпионата штата Сан-Паулу, Серебряный кубок Бразилии и два первенства страны. Сезар провёл за «Вердао» 324 матча и забил 180 голов, 18 из которых в 1971 году, когда он стал лучшим бомбардиром чемпионата штата.
Во время выступления за «Палмейрас» Сезар играл за сборную Бразилии, за которую провёл 10 матчей. В 1974 году он поехал в составе национальной команды на чемпионат мира, но не провёл на поле ни одной минуты на турнире.
После ухода из «Палмейраса» Сезар продолжал играть за сильные бразильские команды, но нигде не задерживался подолгу. Также выступал за чилийский «Универсидад де Чили», а завершил карьеру в «Арисе» из Салоников.
| № | Дата           | Соперник | Счёт | Голы | Турнир            |
| 1 | 9 июня 1968    | Уругвай  | 2:0  | -    | Кубок Рио-Бранко  |
| 2 | 16 июня 1968   | ФРГ      | 1:2  | -    | Товарищеский матч |
| 3 | 10 июля 1968   | Мексика  | 1:2  | -    | Товарищеский матч |
| 4 | 21 апреля 1974 | Гаити    | 4:0  | -    | Товарищеский матч |
| 5 | 28 апреля 1974 | Греция   | 0:0  | -    | Товарищеский матч |
| 6 | 1 мая 1974     | Австрия  | 0:0  | -    | Товарищеский матч |
| 7 | 12 мая 1974    | Парагвай | 2:0  | -    | Товарищеский матч |

Итого: 7 матчей; 3 победы, 2 ничьих, 2 поражения.
| № | Дата        | Соперник               | Счёт | Голы | Турнир            |
| 1 | 26 мая 1974 | Сборная юго-запада ФРГ | 3:2  | -    | Товарищеский матч |
| 2 | 30 мая 1974 | Страсбур               | 1:1  | -    | Товарищеский матч |
| 3 | 3 июня 1974 | Сборная Базеля         | 5:2  | -    | Товарищеский матч |

Итого: 3 матча; 2 победы, 1 ничья.

## Достижения

### Командные
Сборная Бразилии
- Обладатель Кубка Рио-Бранко: 1968

«Фламенго»
- Финалист Кубка Бразилии: 1964
- Чемпион штата Рио-де-Жанейро: 1965
- Серебряный призёр чемпионата штата Рио-де-Жанейро: 1966

«Палмейрас»
- Обладатель Кубка Бразилии: 1967
- Обладатель Кубка Роберто Гомеса Педрозы (2): 1967, 1969
- Обладатель Серебряного кубка Бразилии: 1969
- Чемпион Бразилии (2): 1972, 1973
- Чемпион штата Сан-Паулу: 1972, 1974
- Серебряный призёр чемпионата штата Сан-Паулу (4): 1969, 1970, 1971, 1973

### Личные
- Лучший бомбардир Кубка Роберто Гомеса Педрозы: 1967 (15 голов)
- Лучший бомбардир чемпионата штата Сан-Паулу: 1971 (18 голов)